# لاپلاس (لوئیزیانا)
لاپلاس (به انگلیسی: Laplace) شهری در ایالت لوئیزیانا کشور ایالات متحده آمریکا است که جمعیت آن در سرشماری سال ۲۰۱۰ میلادی، ۲۹٬۸۷۲ نفر بوده‌است.